# Hauslehrer
Als Hauslehrer werden Personen bezeichnet, die vornehmlich Kindern und Jugendlichen zuhause im Privatbereich, anstatt in Schulen, Unterricht erteilen oder sie erziehen. Dies können die eigenen Eltern sein, aber auch Privatlehrer, die für den Hausunterricht engagiert werden.

## Geschichte
In früheren Zeiten wurden Hauslehrer, die an Adelssitzen die Nachkommen schulten und erzogen, auch Hofmeister,  Informator oder Präzeptor genannt, ferner Ajo oder Gouverneur. An fürstlichen Höfen hieß der in der Regel adlige Erzieher des Nachwuchses Prinzenerzieher. Der Titel diente auch zur Bezeichnung der Pädagogen in fürstlichen Militärbildungsanstalten. Bürgerliche Familien engagierten oftmals zu mehreren einen Hauslehrer, der dann die (ungefähr gleichaltrigen) Kinder der Familien gemeinsam im Haus einer Familie unterrichtete (so wurden z. B. Johann Wolfgang von Goethe und Heinrich Sebastian Hüsgen gemeinsam im Zeichnen und Schreiben unterrichtet), hier war die Grenze zur Privatschule fließend, wenn der Hauslehrer sich entschied, den Unterricht in eigenen oder für diesen Zweck gemieteten Räumen zu erteilen.
Die Tätigkeit als Hauslehrer stand seit der Frühen Neuzeit oftmals am Beginn einer akademischen Laufbahn. Eine spezifische Bedeutung hat in der Kulturgeschichte das weibliche Gegenstück des Hauslehrers, die Gouvernante.

## Heutige Situation
Ausgebildete Hauslehrer erteilen Schulunterricht für alle Fächer und für Personen jeden Alters. Hauslehrer sind für den Vor- und Grundschulbereich, ebenso wie für weiterführende Schulen vorhanden. Denkbar sind im häuslichen Bereich insbesondere Musikpädagogen.

## Hauslehrer in Deutschland
Da in Deutschland die Schulpflicht besteht, darf nur in begründeten Ausnahmefällen der Unterricht außerhalb der Schule erfolgen. Hauslehrer werden heutzutage überwiegend für den Nachhilfeunterricht benötigt.
Hauslehrer werden gerne vor Prüfungen oder für die Abiturvorbereitungen eingesetzt. Auch bei Diplomarbeiten von Studenten können Hauslehrer helfend zur Seite stehen. Hauslehrer sind auch bei Schülern mit längerfristiger Erkrankung teilweise unentbehrlich, um den Anschluss an den Lernfortschritt der Schulklasse nicht zu verlieren.

## Hauslehrer in Österreich
In Österreich hat sich bis heute das Recht erhalten, der Unterrichtspflicht mittels Hausunterricht nachzukommen. Diese Freiheit wurde ursprünglich während der Monarchie eingeführt, um Kindern „höherer Stände“ nicht den Unterricht mit dem einfachen Volke zuzumuten, wo keine entsprechenden Schulen verfügbar waren.